# Dům Radost
Dům Radost (od roku 2019), dříve nazývaný Dům odborových svazů a původně palác Všeobecného penzijního ústavu, je významná funkcionalistická stavba, budova čp. 1800 v Praze na Žižkově v městské částí Praha 3 mezi náměstím Winstona Churchilla (čo. 2), Seifertovou ulicí, Siwiecovou ulicí (čo. 1) a náměstím Radost a ulicí U Rajské zahrady. Severní, obchodní křídlo při Seifertově ulici nese samostatné číslo popisné 1840 se čtyřmi orientačními čísly k Seifertově ulici a jedním k náměstí W. Churchilla. Jižní, obytné křídlo nese číslo popisné 1839 a má dvě orientační čísla k ulici U Rajské zahrady. Součástí objektu je i budova sprchových kondenzátorů chladicího zařízení v severovýchodním kvandrantu kříže tvořeného budovou, přízemní budova garáží v jihovýchodním kvadrantu a ohradní zdi dvorů s vjezdy.

## Popis budovy

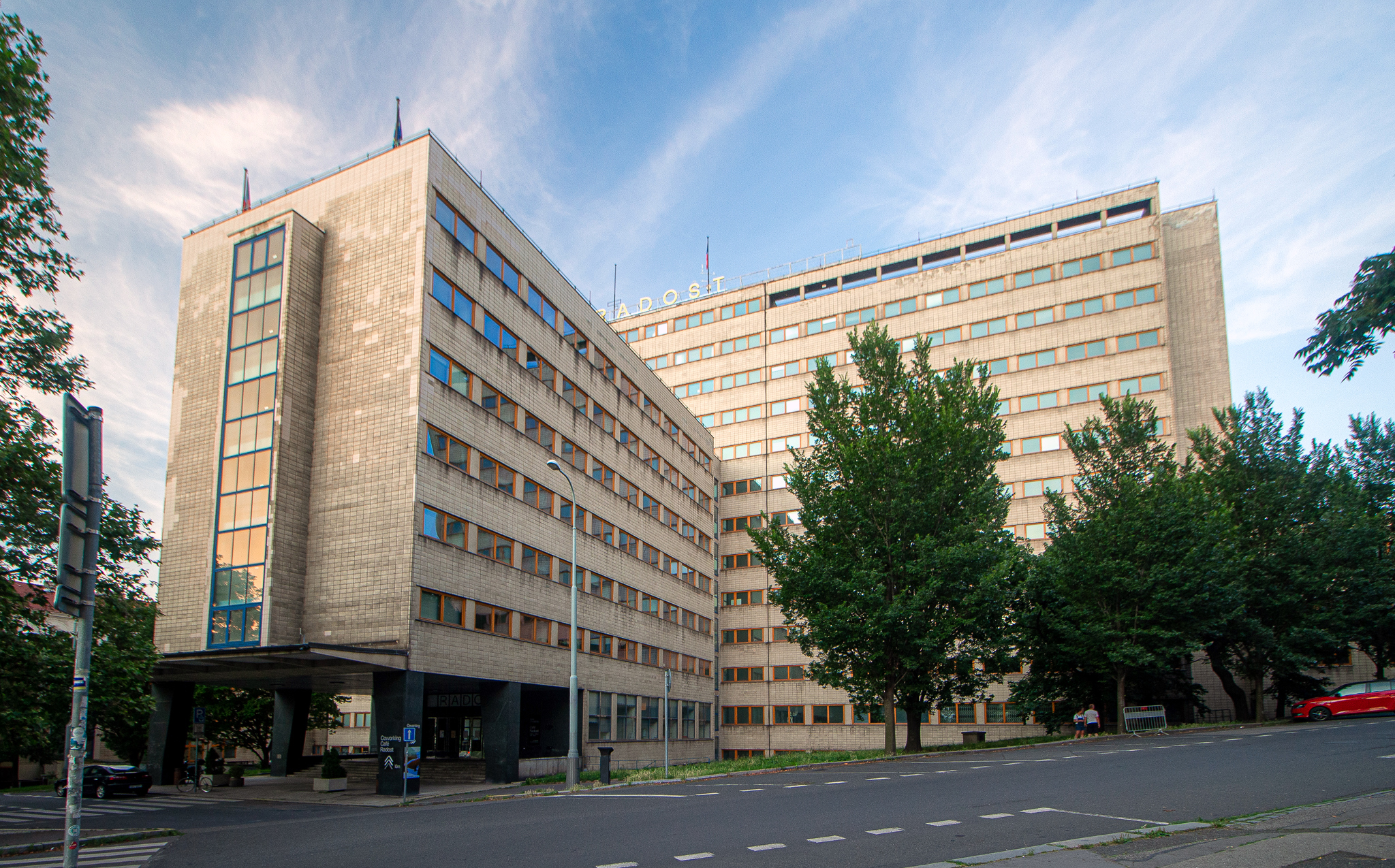
Budova od náměstí W. Churchilla

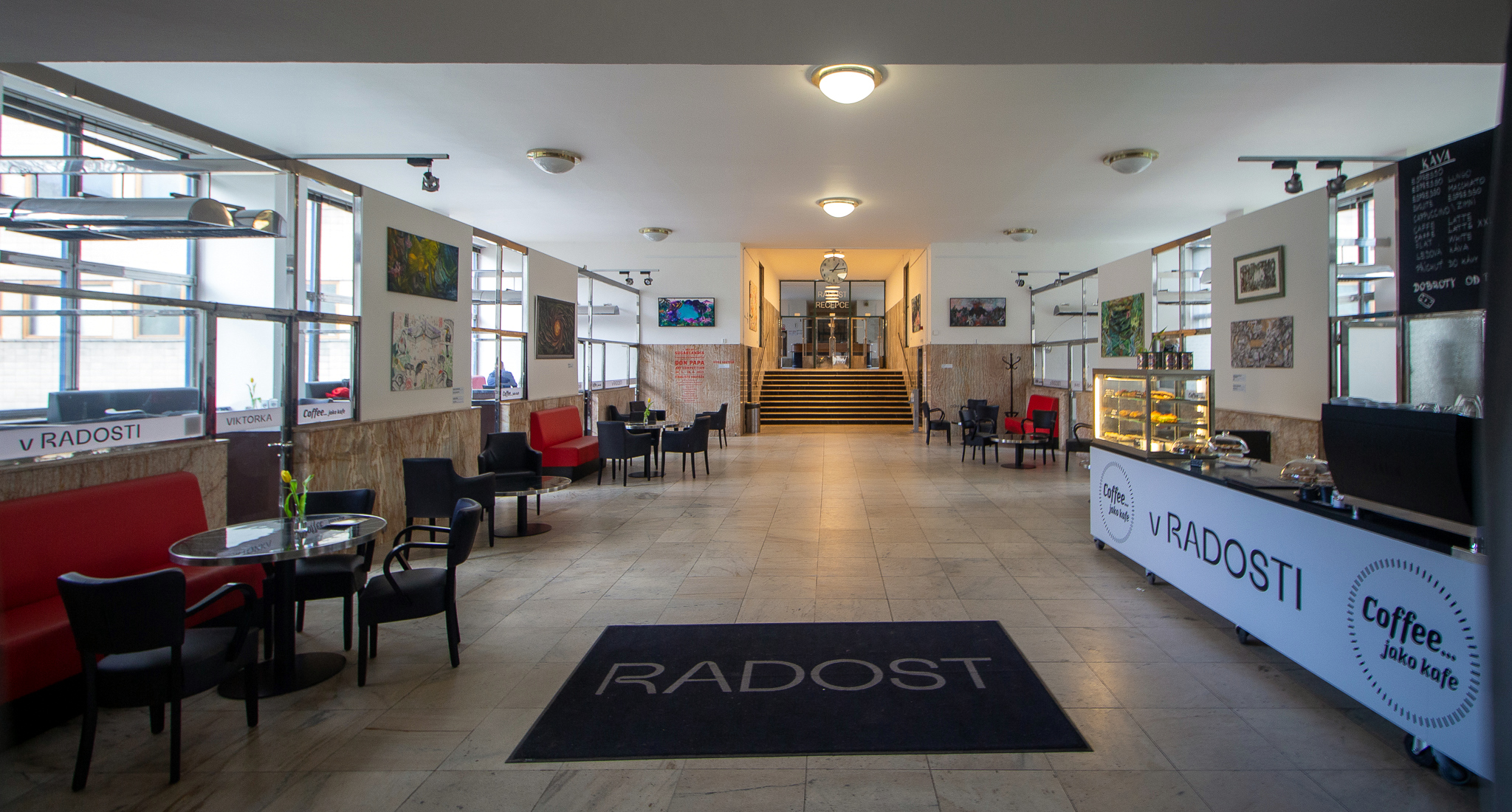
Kavárna ve vstupní části budovy

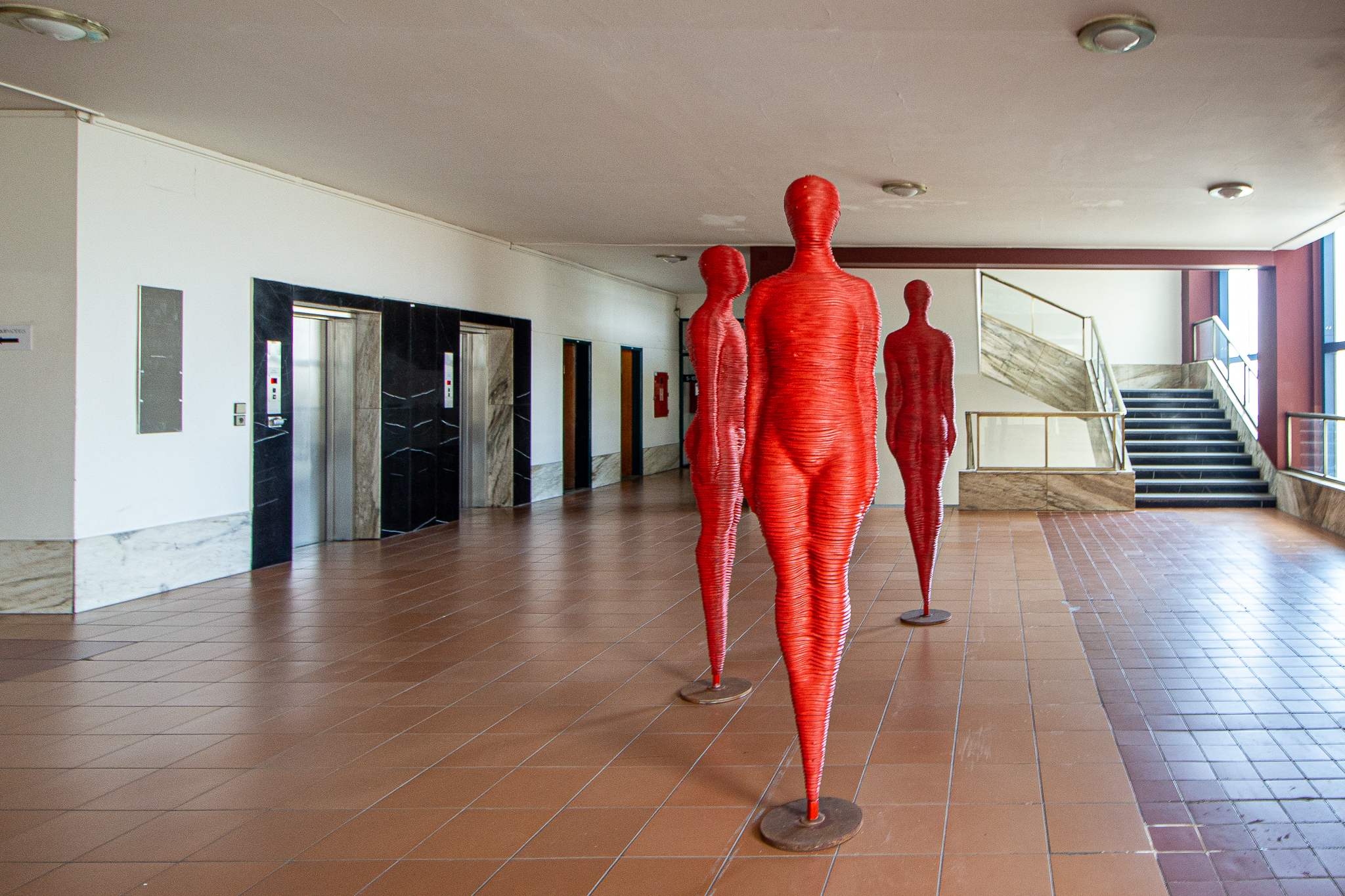
Sochy ve vyšších poschodích budovy

Tato první pražská výšková budova, postavená roku 1934, je vysoká 52 metrů. Postavena byla na místě bývalé Pražské obecní plynárny podle návrhu mladých architektů Karla Honzíka a Josefa Havlíčka. Má křížový půdorys (přestože městské regulační požadavky v té době požadovaly blokový půdorys) a je obložena světlými keramickými deskami firmy RAKO o rozměrech 20 x 40 centimetrů, od nich pak také pochází lidová přezdívka této budovy kachlíkárna (poznámka: podobné provedení a tutéž lidovou přezdívku nese i budova Ministerstva vnitra na pražské Letné). V budově bylo postaveno celkem 700 kanceláří, přilehlé křídlo pak původně sloužilo obytným účelům, budova byla vybavena na svou dobu velice moderním a důmyslným ventilačním systémem a ocelovými okny. Celkové náklady na stavbu činily 64 miliónů korun.

## Historie
Ještě před stavbou první městské plynárny se zde nacházely dvě viniční usedlosti Dirixka a Boudečka, které byly v letech 1865 až 1867 zakoupeny pražskou obcí i s přilehlými pozemky. Během výstavby plynárny byly do jejích základů zabudovány i zbytky staré Krocínovy kašny, která kdysi stávala na Staroměstském náměstí, tyto zbytky pak byly znovuobjeveny až při výstavbě budovy paláce Všeobecného penzijního ústavu ve 30. letech 20. století. Nová plynárna byla zprovozněna v roce 1867 spolu s novým plynovým osvětlením pražských ulic a svému účelu sloužila až do 20. let 20. století, kdy byla postavena nová moderní Michelská plynárna.
V roce 1951 byl celý tehdejší penzijní systém stranickým rozhodnutím administrativně přidělen československým odborům, od té doby sloužila nejprve Ústřední radě odborů, později Revolučnímu odborovému hnutí a naposledy Českomoravské konfederaci odborových svazů.
V roce 2018 byl dům prodán za více než miliardu společnosti Dům Žižkov a.s., s hlavními akcionáři Vítězslavem Valou a Martinem Loudou, majiteli firmy Siko. Odbory využívaly již jen asi 20 % všech prostor, jež budova nabízí. Kromě odborových svazů v domě sídlí i další nájemníci, například Ústav pro studium totalitních režimů, soukromí podnikatelé a v přízemí se nacházejí ordinace lékařů. Křídlo budovy souběžné s ulicí Seifertova tvoří komerční jednotky a nájemní byty ve dvou podlažích. Další nájemní byty se pak nacházejí v křídle v u ulici U Rajské zahrady. Nový majitel zde hodlá zřídit nájemní byty, kanceláře, obchodní prostory i sklady, veřejnosti byla zpřístupněna terasa. Projekt nese název dům Radost. V následujících letech projde celý funkcionalistický komplex velkou rekonstrukcí.
Novou podobu navrhuje ateliér Qarta. V prostorách budovy vlastníci do budoucna počítali se stovkami bytů, kancelářemi a s obchodními prostory.
Celou rekonstrukci a plány na oživení místa vedl a funkci výkonného manažera zastával Martin Louda. Po dvou letech, v roce 2021, se rozhodl projekt opustit, protože měl jinou představu o budoucnosti a funkčnosti tohoto domu než ostatní vlastníci, a svůj pětinový podíl prodal rodině Valových, ti se tak stali jedinými vlastníky objektu. Nedlouho předtím v létě prodal Louda také fotbalový klub Viktoria Žižkov, jehož stadion stojí v sousedství. Rodina Valových vedením rekonstrukce domu Radost pověřila podnikatele Tomáše Kašpara. K názorovému a investičnímu rozchodu se ani jedna ze stran nechtěla pro média blíže vyjádřit, Vítězslav Vala pro deník E15 pouze uvedl, že se obě strany korektně rozešly.